# Cung Thuận Hoàng quý phi (Gia Khánh)
Cung Thuận Hoàng quý phi (chữ Hán: 恭顺皇贵妃; 1787 - 23 tháng 4, năm 1860), Nữu Hỗ Lộc thị, Mãn Châu Tương Hoàng kỳ, là một phi tần của Thanh Nhân Tông Gia Khánh Đế.
Xuất thân hiển hách, Cung Thuận Hoàng quý phi trải qua 3 triều Gia Khánh, Đạo Quang và Hàm Phong, trở thành một trong những phi tần sống thọ nhất, và giữ địa vị phi tần cao nhất trong thời của bà.

## Tiểu sử

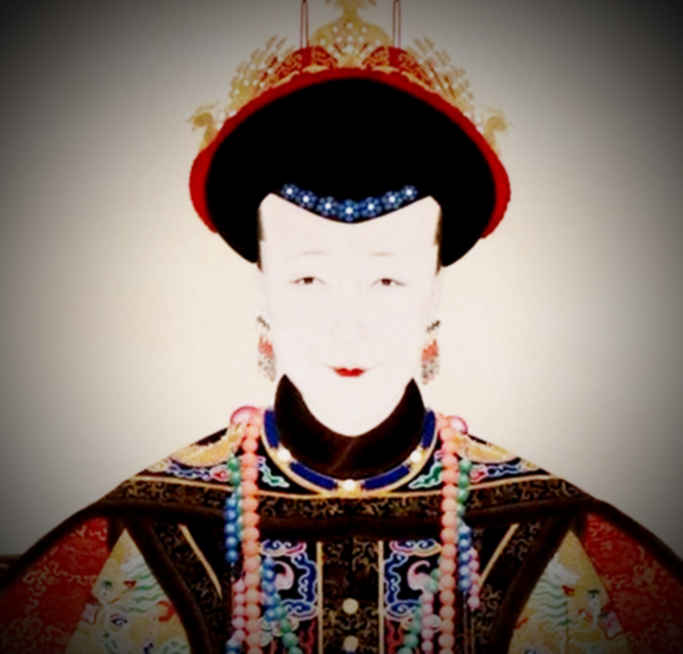
Cung Thuận hoàng quý phi Nữu Hỗ Lộc thị

### Hậu thế danh môn
Cung Thuận Hoàng quý phi sinh ra vào năm Càn Long thứ 52 (1787), xuất thân Tương Hoàng kỳ Mãn Châu, là hậu duệ từ gia tộc Nữu Hỗ Lộc thị của Hoằng Nghị công phủ Ngạch Diệc Đô, một thế gia hiển hách trong xã hội Mãn Thanh. Tuy không phải xuất thân dòng chính đại tông của Hoằng Nghị công phủ, song cũng là thế gia lưu giữ tước vị truyền đời. Tổ tiên của bà là con trai thứ 8 của Ngạch Diệc Đô, tên Đồ Nhĩ Cách (图尔格). Đồ Nhĩ Cách là danh thần có tiếng trước cả khi nhập quan, nhiều lần lập chiến công, phong làm Tam đẳng công (三等公), sau lại được xưng là Tam đẳng Quả Nghị Mưu Dũng công (三等果毅谋勇公), tạo ra 1 trong 2 chi đại tông của Quả Nghị công phủ Nữu Hỗ Lộc thế gia.
Tước vị của Đồ Nhĩ Cách truyền đến con trai Khoa Phổ Tác (科普索) thì bị cách tước, chuyển cho ấu đệ của Đồ Nhĩ Cách là Át Tất Long, do vậy dòng dõi đại tông Quả Nghị Mưu Dũng công do dòng của Át Tất Long truyền thừa. Con trưởng của Đồ Nhĩ Cách là Ngũ Nhĩ Cách (伍尔格), vì hi sinh chiến trận mà phong Kỵ đô úy (骑都尉), tước vị từ con cháu Ngũ Nhĩ Cách kế tục. Con cháu Ngũ Nhĩ Cách tuyệt tự, tước vị lại do con cháu của Khoa Phổ Tác là Xa Đặc Hồn (奢特珲) kế tục. Xa Đặc Hồn chính là cao tổ phụ của Cung Thuận Hoàng quý phi. Cụ nội của Cung Thuận Hoàng quý phi tên là Bác Sắc (博色), tập tước Kỵ đô úy, nhậm Nhất đẳng Thị vệ, sinh ra bốn con trai, trong đó con trai thứ 2 là Đạt Phúc (达福) tập tước vị, nhậm Phó Đô thống, con gái gả cho anh của Gia Khánh Đế là Chất Trang Thân vương Vĩnh Dung làm Kế Phúc tấn. Do vậy, tuy xét theo nhà chồng là chị dâu, nhưng xét theo gia tộc lại gọi là đường cô mẫu. Tổ phụ của Cung Thuận Hoàng quý phi là con trai thứ ba của Bác Sắc, tên Đạt Lộc (达禄).
Ngoài ra, Hiếu Hòa Duệ Hoàng hậu cũng xuất thân một chi Hoằng Nghị công phủ, tuy Hiếu Hòa Hoàng hậu có tôn vị Hoàng hậu, song xét về gia tộc lại thua Cung Thuận Hoàng quý phi một bậc. Xét về thứ bậc gia tộc cả hai là tộc tỉ muội.

### Gia đình vọng tộc
Ông nội Đạt Lộc cưới Bích Lộ thị (碧鲁氏) làm chính thê, sinh duy nhất một con trai, chính là Thiện Khánh (善慶), cha của Cung Thuận Hoàng quý phi. Thiện Khánh ở năm Càn Long thứ 23 (1758), lấy "Bút thiếp thức" nhập sĩ, năm Gia Khánh thứ 2 thăng làm Chủ sự (主事), năm sau lại qua đời. Nguyên phối Phú Sát thị (富察氏), chính là Mãn Châu Tương Hoàng kỳ Sa Tế Phú Sát thị đại gia tộc, là con gái Tri phủ Quan Đăng (官登), cháu gái của Nhị đẳng Đôn Huệ bá Mã Tề (马齐). Kế thất Dương thị thuộc Nội vụ phủ thế gia, là con gái Hình bộ Thị lang Kiền Lễ Bảo (虔礼保), cả hai đều sinh cho Thiện Khánh bốn con trai và ba con gái. Căn cứ theo Nữu Hoằng Nghị công gia phổ (钮弘毅公家谱), Phú Sát thị qua đời năm Càn Long thứ 46 (1781), do vậy chỉ có con trai cả Trường Liêm (长廉) là do Phú Sát thị sinh ra.
Con trai đầu của Thiện Khánh là Trường Liêm, sinh năm Càn Long thứ 45 (1780), là anh cả của Cung Thuận Hoàng quý phi, về sau cưới cháu gái trong tộc của mẹ đẻ. Con trai thứ Trường Văn (长文), sinh năm Càn Long thứ 53 (1788), và Trường Hỉ (长喜) sinh năm thứ 55 (1790), đều là hai em trai của Cung Thuận Hoàng quý phi. Con gái cả của Thiện Khánh chính là Cung Thuận Hoàng quý phi, con gái thứ 2 sinh năm Càn Long thứ 58 (1793), kém 6 tuổi so với bà, gả cho Bất nhập Bát phân Phụ quốc công, Hiệp bạn Đại học sĩ Kính Trưng (敬征), là con trai thứ tư của Túc Cung Thân vương Vĩnh Tích, em gái út sinh năm Gia Khánh thứ 2 (1797), gả làm vợ của Giác La Cảnh Khánh (觉罗景庆).
Em trai bà Trường Hỉ, cưới con gái của Túc Cung Thân vương Vĩnh Tích làm Chính Phu nhân, trong khi đó em gái thứ hai của bà gả vào làm dâu cho Túc Cung Thân vương. Trong khi đó, em gái thứ hai của Hiếu Hòa Duệ Hoàng hậu gả cho Kính Tự (敬叙), là con trai thứ hai của Túc Cung Thân vương. Bên cạnh đó, gia tộc của Cung Thuận Hoàng quý phi 2 đời kết thông gia với Sa Tế Phú Sát thị, mà con gái của Quan Đăng là đích tiên mẫu của Cung Thuận Hoàng quý phi, trong khi đó cháu gái của Quan Đăng là tẩu tẩu của Cung Thuận Hoàng quý phi, mà huyền tôn nữ của Quan Đăng, chính là Thục Thận Hoàng quý phi của Thanh Mục Tông.

## Đại Thanh tần phi

### Quá trình nhập cung
Không rõ chính xác thời gian Nữu Hỗ Lộc thị nhập cung, bà chỉ được ghi là nhập cung những năm đầu triều Gia Khánh (Gia Khánh sơ niên).
Theo mức độ thường thấy của Bát Kỳ tuyển tú, Nữu Hỗ Lộc thị phải từ 14 tuổi trở lên mới đủ điều kiện tuyển chọn tần phi, như vậy thời gian Nữu Hỗ Lộc thị nhập cung là năm Gia Khánh thứ 5 (1800) hoặc Gia Khánh thứ 9 (1804), hai lần Bát Kỳ tuyển tú trước ghi nhận bà sinh nở đầu tiên sau khi nhập cung. Ở hai lần này, bà lần lượt là 13 tuổi cùng 17 tuổi, khả năng cao bà nhập cung năm thứ 9 hơn, và như thế thì Nữu Hỗ Lộc thị đã thuộc phạm vi Tú nữ lớn tuổi khi ấy. Ngay khi vừa nhập cung, Nữu Hỗ Lộc thị đã được phong làm Quý nhân, xưng hiệu là [Như; 如].
Năm Gia Khánh thứ 10 (1805), ngày 8 tháng 2, giờ Tuất, Như Quý nhân sinh được Hoàng bát nữ. Cùng lúc đó, Như Quý nhân được tấn lên Tần, xưng hiệu "Như" của bà cũng được phiên ra Mãn ngữ để dùng làm phong hiệu chính thức theo quy định. Căn cứ tài liệu Hồng xưng thông dụng (鸿称通用) của Nội vụ phủ, phong hiệu "Như" Mãn văn là 「Dahashūn」, ý là Thuận theo, Vâng theo. Ngày 4 tháng 6 (âm lịch) cùng năm, lấy Lễ bộ Thượng thư Cung A Lạp (恭阿拉) làm Chính sứ, Nội các Học sĩ Hô Tố Thông A (瑚素通阿) làm Phó sứ, sách phong làm Như tần (如嬪).
Sách văn viết:
| “                      | 朕惟椒庭翊化。教妇学于六宫。兰殿承辉。备内官于九室。鸾章光贲。翟采荣增。咨尔贵人钮祜禄氏、德著柔嘉。心存敬慎。协彤闱之礼秩。绳矩明衷。茂紫掖之声华。珩琚合度。是用晋封尔为如嫔。锡之册命。尔其玉齍赞洁。式膺蕃祉于璇闱。珠佩宣勤。益励芳规于绮观。钦哉。 . Trẫm duy tiêu đình dực hóa. Giáo phụ học vu lục cung. Lan điện thừa huy. Bị nội quan vu cửu thất. Loan chương quang bí. Địch thải vinh tăng. Tư nhĩ Quý nhân Nữu Hỗ Lộc thị, đức trứ nhu gia. Tâm tồn kính thận. Hiệp đồng vi chi lễ trật. Thằng củ minh trung. Mậu tử dịch chi thanh hoa. Hành cư hợp độ. Thị dụng tấn phong nhĩ vi Như tần. Tích chi sách mệnh. Nhĩ kỳ ngọc 齍 tán khiết. Thức ưng phồn chỉ vu toàn vi. Châu bội tuyên cần. Ích lệ phương quy vu khỉ quan. Khâm tai. | ” |
| — Sách văn tấn Như tần | |   |

Vào tháng 11 cùng năm khi phong Tần, con gái Hoàng bát nữ của bà cũng qua đời, không có phong hiệu. Năm Gia Khánh thứ 15 (1810), tháng 9 (âm lịch), bà được phong làm Như phi (如妃), cư ngụ Vĩnh Thọ cung. Một năm sau, ngày 25 tháng giêng, bà sinh thêm được Hoàng cửu nữ, nhưng tới 4 tuổi thì Hoàng nữ cũng qua đời.
Năm Gia Khánh thứ 19 (1814), ngày 27 tháng 2, giờ Sửu, Như phi sinh được con trai duy nhất, Hoàng ngũ tử Miên Du.

### Cuối đời an tĩnh
Năm Gia Khánh thứ 25 (1820), tháng 7 (âm lịch), Gia Khánh Đế băng hà, Đạo Quang Đế kế vị. Tân Đế đăng cơ, ban phát chỉ dụ thưởng khắp triều đình, trong đó ân phong nhiều Hoàng tử của Tiên Đế, con trai Như phi là Miên Du tuy mới 5 tuổi cũng được dự, ân phong làm Đa La Huệ Quận vương. Bên cạnh đó, Đạo Quang Đế còn truy phong cho Hoàng cửu nữ đã chết yểu của Như phi tước vị Cố Luân Tuệ Mẫn Công chúa (固伦慧愍公主).
Ngày 23 tháng 8 (âm lịch) cùng năm, bà được Đạo Quang Đế tấn phong lên là Hoàng khảo Như Quý phi (皇考如貴妃), trú ngụ tại tại Thọ An cung (壽安宮). Ngày 20 tháng 12, lấy Lễ bộ Tả Thị lang Thư Minh (书铭) làm Chính sứ, Nội các Học sĩ Mao Mô (毛谟) làm Phó sứ, hành sách phong lễ. Năm Đạo Quang thứ 26 (1846), ngày 10 tháng 3, bà được tấn phong lên là Hoàng khảo Như Hoàng quý phi (皇考如皇貴妃). Ngày 10 tháng 12, lấy Đại học sĩ Trác Bỉnh Điềm (卓秉恬) làm Chính sứ, Lễ bộ Hữu Thị lang Uy Thập Nột (倭什讷) làm Phó sứ, hành sách phong lễ.
Năm Đạo Quang thứ 30 (1850), ngày 22 tháng 1 (âm lịch), Hàm Phong Đế sau khi ra chỉ tấn phong Hoàng quý phi làm Hoàng quý thái phi, đồng thời cũng ra chỉ dụ tấn phong Như Hoàng quý phi làm Hoàng tổ Như Hoàng quý thái phi (皇祖如皇貴太妃). Sang năm Hàm Phong nguyên niên (1851), ngày 10 tháng 3 (âm lịch), mệnh Đại học sĩ Trác Bỉnh Điềm làm Chính sứ, Lễ bộ Tả Thị lang Liên Thuận (联顺) làm Phó sứ, hành sách phong lễ.
Sách văn viết:
| “                                          | 翊坤元而赞化。播媺重闱。体巽顺以含章。扬芬中禁。爰稽懿典。懋贲温纶。皇祖如皇贵妃钮祜禄氏。德秉柔嘉。性成淑慎。式仪型于图史。雅副徽音。协矩度于珩璜。虔修内职。椒涂佐治。翚衣彰茀禄之华。兰掖凝庥。螽羽衍桐封之祚。宜申隆礼。用表芳馨。谨以册宝尊封为皇祖如皇贵太妃。于戏。琅函纪盛。绥景福以无疆。瑶筴增辉。迓洪禧于有永。谨言。 . Dực khôn nguyên nhi tán hóa. Bá 媺 trọng vi. Thể tốn thuận dĩ hàm chương. Dương phân trung cấm. Viên kê ý điển. Mậu bí ôn luân. Hoàng tổ Như Hoàng quý phi Nữu Hỗ Lộc thị. Đức bỉnh nhu gia. Tính thành thục thận. Thức nghi hình vu đồ sử. Nhã phó huy âm. Hiệp củ độ vu hành hoàng. Kiền tu nội chức. Tiêu đồ tá trị. Huy y chương phất lộc chi hoa. Lan dịch ngưng hưu. Chung vũ diễn đồng phong chi tộ. Nghi thân long lễ. Dụng biểu phương hinh. Cẩn dĩ sách bảo tôn phong vi Hoàng tổ Như Hoàng quý thái phi. Vu hí! Lang hàm kỷ thịnh. Tuy cảnh phúc dĩ vô cương. Dao sách tăng huy. Nhạ hồng hi vu hữu vĩnh. Cẩn ngôn. | ” |
| — Sách tôn Hoàng tổ Như Hoàng Quý Thái phi | |   |

Năm Hàm Phong thứ 10 (1860), ngày 3 tháng 3 (âm lịch), Như Hoàng quý thái phi Nữu Hỗ Lộc thị qua đời tại Viên Minh Viên, hưởng thọ 74 tuổi. Ngày hôm sau, di thể của bà liễm nhập kim quan. Sang ngày 22 tháng 5 cùng năm, giờ Mẹo, hành lễ dâng tặng thụy hiệu tại Cát An sở, thụy hiệu là Cung Thuận Hoàng quý phi (恭順皇貴妃). Ngày 19 tháng 8, kim quan của bà tạm an ở Sùng Các trang (崇各庄).
Năm Hàm Phong thứ 11 (1861), ngày 22 tháng 2, giờ Dần, kim quan của bà phụng di Thanh Tây lăng. Hàm Phong Đế dụ chỉ Nội vụ phủ Đại thần Minh Thiện (明善) tại Tị Thử sơn trang, mọi việc cần giản lược, đem tùy theo kim quan của tần phi Đạo Quang Đế là Thường phi tùy đến Thanh Tây lăng luôn thể. Kim quan của Cung Thuận Hoàng quý phi để ở gian thứ, đại điện phía đông. Ngày 27 tháng 2, an táng địa cung ở Xương lăng (昌陵).

## Hậu duệ
Cung Thuận Hoàng quý phi sinh hạ 1 Hoàng tử và 2 Hoàng nữ:
1. Hoàng bát nữ (皇八女), sinh ngày 8 tháng 2 năm Gia Khánh thứ 10 (1805), mất khoảng tháng 11 cùng năm.
2. Cố Luân Tuệ Mẫn Công chúa (固伦慧愍公主; 25 tháng 11 năm 1811 - tháng 5 năm 1815), mất khi chỉ mới 5 tuổi. Năm Gia Khánh thứ 25 (1820), Đạo Quang Đế gia tặng làm ["Cố Luân Công chúa"], cùng với chị khác mẹ Hòa Thạc Tuệ An Công chúa an táng vào mộ của Lương Các trang.
3. Miên Du (绵愉; 8 tháng 3, năm 1814 - 9 tháng 1, năm 1865), Hoàng tử thứ năm của Gia Khánh Đế. Thụy Huệ Đoan Thân vương (惠端亲王).

## Trong văn hóa đại chúng
| Năm  | Phim truyền hình      | Diễn viên     | Nhân vật                        |
| 2004 | Thâm cung nội chiến   | Đặng Tụy Văn  | Nữu Hỗ Lộc Như Nguyệt (Như phi) |
| 2013 | Thâm cung nội chiến 2 | Đặng Tụy Văn  | Nữu Hỗ Lộc Như Nguyệt (Như phi) |
| 2017 | Thiên mệnh            | Hà Diễm Quyên | Như tần                         |